# Émile Fourcault
Émile Fourcault (* 1862 in Sint-Joost-ten-Node; † 1919) war ein belgischer Erfinder und Industrieller.
Als Leiter der Glashütte von Dampremy erfand er im Jahr 1904 zusammen mit Émile Gobbe das nach ihm benannte Fourcault-Verfahren zur Herstellung von Flachglas. 
Bis zu diesem Zeitpunkt wurde Fensterglas aus großen Zylindern hergestellt, die seitlich aufgeschnitten und in einem Spezialofen mehrfach aufgewärmt, gestreckt und gebügelt wurden.
Im Jahr 1914 begann die industrielle Fertigung von Flachglas im Fourcault-Verfahren in der eigens zu diesem Zweck errichteten Glashütte von Jeumont.
Fourcaults Verfahren machte Belgien für einige Jahre zum größten Hersteller von Flachglas.